# Bathin
Bathin – w tradycji okultystycznej, w Goecji osiemnasty duch. Znany jest również pod imionami: Bathym, Mathim i Marthim. By go przywołać i podporządkować potrzebna jest jego pieczęć, która według Goecji powinna być zrobiona z miedzi. 
Jest wielkim księciem piekła, który rządzi 30 legionami duchów piekielnych.
Potrafi przenosić ludzi z jednego miejsca na inne. Może on podzielić się z magiem swoją wiedzą na temat zielarstwa i kamieni szlachetnych.
Ukazuje się pod postacią silnego mężczyzny, który ma ogon węża. Być może siedzi on na płowym koniu.